# Прекрасни дни (филм, 2023)
„Прекрасни дни“ (на английски: Perfect Days) е драматичен филм от 2023 година на режисьора Вим Вендерс.

## Сюжет
Внимание:  Текстът по-долу разкрива сюжета на произведението (или части от него)!
Възрастният японец, Хираяма, работи като чистач в обществени тоалетни в Токио. Животът му изглежда чудовищно монотонен, повтарящ се ден след ден: по-ранно събуждане, сутрешна чаша кафе и безкрайни редици писоари и тоалетни, които трябва да бъдат старателно избърсани. Единственото забавление на Хираяма е американската музика от 70-те години и четенето на историите на Уилям Фокнър вечер. Изглежда, че в живота на Хираяма няма място за нищо ново, но в рамките на няколко дни в живота на чистача на тоалетни се случват поредица от събития, които го карат да погледне на живота по нов начин...

## Актьорски състав
| Актьор         | Роля                                                                       |
| -------------- | -------------------------------------------------------------------------- |
| Коджи Якушо    | Хираяма – възрастен мъж, работещ като чистач в обществени тоалетни в Токио |
| Токио Емото    | Такаши – млад мъж, съдружник на Хираяма в работата                         |
| Ариша Накано   | Нико – племенницата на Хираяма                                             |
| Аои Ямада      | Ая – момичето, което Такаши ухажва                                         |
| Джуми Асо      | Кеико – богатата сестра на Хираяма, майката на Нико                        |
| Саури Ишикава  | „Майката“ – собственичката на закусвалня                                   |
| Томокажу Миура | Томояма – бившият съпруг на „Майката“, който умира от рак                  |
| Мин Танака     | Бездомник                                                                  |
| Вим Вендерс    | Клиент на магазин за касети                                                |